# Life Partners
Life Partners (Brasil: Parceiras Eternas ) é um filme dirigido por Susanna Fogel que estreou em 18 de abril de 2014 no Tribeca Film Festival na seção Spotlight. Foi lançado em plataformas digitais em 6 de novembro de 2014, e em cinemas selecionados em 5 de dezembro de 2014. No Brasil, foi lançado pela Alpha Filmes e a Pandora Filmes em 2015.

## Sinopse
A amizade de Sasha e Paige fica conturbada após Paige começar a namorar um cara.

## Elenco
- Gillian Jacobs ... Paige
- Leighton Meester ... Sasha
- Adam Brody ... Tim
- Greer Grammer ... Mia
- Gabourey Sidibe ... Jen
- Julie White ... Deborah
- Abby Elliott ... Vanessa
- Kate McKinnon ... Trace
- Monte Markham ... Ken
- Rosanna DeSoto ... Mulher no carro
- Elizabeth Ho ... Valerie
- Simone Bailly ... Angelica
- Beth Dover ... Jenn
- Zee James ... Claire
- John Forest

## Recepção
No Rotten Tomatoes, o filme tem índice de aprovação de 67%, baseado em 36 avaliações, com média de 6,10 / 10. O consenso do site diz: "Com duas pistas atraentes à deriva em um enredo digno de sitcom, Life Partners não faz o suficiente para ganhar o comprometimento dos espectadores." No Metacritic, o filme tem uma pontuação de 57 em 100, com base em 15 críticos, indicando "críticas mistas ou médias".
Ronnie Scheib, da Variety, elogiou as atuações principais: "Jacobs habita totalmente seu papel menos do que totalmente simpático com calor e apenas o toque certo de direito inconsciente, enquanto Meester expande luminosamente o núcleo afetivo do filme." Frank Scheck do The Hollywood Reporter disse que "Life Partners possui uma vibração docemente relaxada que o faz cair facilmente graças ao roteiro espirituoso de Fogel e Joni Lefkowitz e as performances altamente atraentes de Leighton Meester (Gossip Gil) e Gillian Jacobs (Community)."